# フォルテ・デイ・マルミ
フォルテ・デイ・マルミ（伊: Forte dei Marmi）は、イタリア共和国トスカーナ州ルッカ県にある、人口約6,800人の基礎自治体（コムーネ）。

## 地理

### 位置・広がり
ルッカ県西部に位置し、ティレニア海に面する。

#### 隣接コムーネ
隣接するコムーネは以下の通り。
- モンティニョーゾ (MS)
- ピエトラサンタ
- セラヴェッツァ

### 気候分類・地震分類
フォルテ・デイ・マルミにおけるイタリアの気候分類 (it) および度日は、zona D, 1402 GGである。
また、イタリアの地震リスク階級 (it) では、zona 3 (sismicità bassa) に分類される。

## 行政

### 分離集落
フォルテ・デイ・マルミには以下の分離集落（フラツィオーネ）がある。
- Caranna, Vittoria Apuana, Vaiana, Roma Imperiale, Acqua, Sale , Ignoranza

## 姉妹都市
- ベルギー、エテルベーク

## 人物

### 著名な出身者
- パオラ・ルッフォ・ディ・カラブリア - ベルギー国王アルベール2世の王妃。